# Unterseeboot 1172
L'Unterseeboot 1172 ou U-1172 est un sous-marin allemand (U-Boot) de type VIIC/41 utilisé par la Kriegsmarine pendant la Seconde Guerre mondiale.
Le sous-marin fut commandé le 16 juillet 1942 à Danzig (Danziger Werft), sa quille fut posée le 7 juin 1943, il fut lancé le 3 décembre 1943 et mis en service le 20 avril 1944, sous le commandement de l'Oberleutnant zur See Jürgen Kuhlmann.
Il fut coulé par la Royal Navy en mer d'Irlande, en janvier 1945.

## Conception
Unterseeboot type VII, l'U-1172 avait un déplacement de 759 tonnes en surface et 860 tonnes en plongée. Il avait une longueur hors-tout de 67,20 m, un maître-bau de 6,20 m, une hauteur de 9,60 m et un tirant d'eau de 4,74 m. Le sous-marin était propulsé par deux hélices de 1,23 m, deux moteurs diesel Germaniawerft F46 de 6 cylindres en ligne de 1 400 ch à 470 tr/min, produisant un total de 2 060 à 2 350 kW en surface et de deux moteurs électriques Siemens-Schuckert GU 343/38-8 de 375 ch à 295 tr/min, produisant un total 550 kW, en plongée. Le sous-marin avait une vitesse en surface de 17,7 nœuds (32,8 km/h) et une vitesse de 7,6 nœuds (14,1 km/h) en plongée. Immergé, il avait un rayon d'action de 80 nautiques (150 km) à 4 nœuds (7,4 km/h; 4,6 milles par heure) et pouvait atteindre une profondeur de 230 m. En surface son rayon d'action était de 8 500 nautiques (soit 15 700 km) à 10 nœuds (19 km/h).
L'U-1172 était équipé de cinq tubes lance-torpilles de 53,3 cm (quatre montés à l'avant et un à l'arrière) et embarquait quatorze torpilles. Il était équipé d'un canon de 8,8 cm SK C/35 (220 coups), d'un canon de 20 mm Flak C30 en affût antiaérien et d'un canon 37 mm Flak M/42 qui tire à 15 350 mètres avec une cadence théorique de 50 coups par minute. Il pouvait transporter 26 mines TMA ou 39 mines TMB. Son équipage comprenait 4 officiers et 40 à 56 sous-mariniers.

## Capteurs

### Appareils d'écoute sous-marin

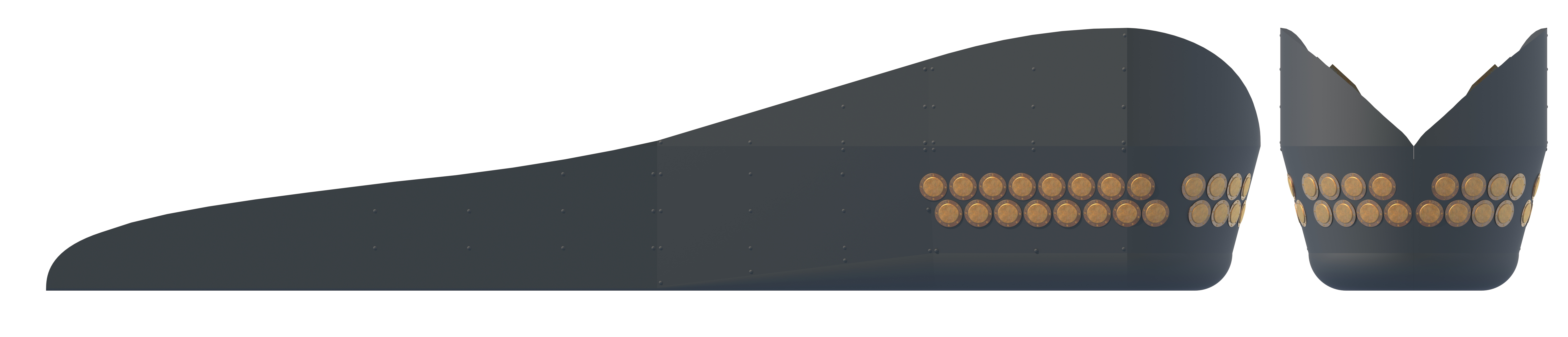
Vue d'un Balcongerät équipé sur le type VIIC.

L'U-1105 était l'un des dix U-boot type VII à être équipé d'un Balkongerät (littéralement Appareil de balcon ou d'équipement). Le Balkongerät a été utilisé sur les sous-marins U-682, U-788, U-799, U-997, U-1021, U-1105, U-1172, U-1306, U-1307 et U-1308.
Ce système contenant 48 récepteurs sonores et se trouvant à l'avant de sa quille était équipé sur tous les Type XXI et Type XXIII et également sur plusieurs Type IX et Type X. Le Balkongerät était une version améliorée du Gruppenhorchgerät (en) (GES). Le GES avait 24 hydrophones et le Balkongerät le double, ce qui permettait aux commandants de pister les bâtiments de surface.
Le principe des hydrophones était assez simple. Il se composait de deux paires de microphones sous-marins qui écoutaient le son des bruits d'hélice des navires. En mesurant le temps nécessaire pour que le son arrive à chacun des microphones, le dispositif pourrait trianguler le support du navire depuis le U-boot. L'homme-radio pouvait également déterminer si c'était un navire marchand ou un navire de guerre, en fonction ni de sa portée ni de sa direction, mais de la vitesse à laquelle il se déplaçait.
Avec une vitesse se propageant plus de quatre fois plus vite dans l'eau que dans l'air, les hydrophones pouvaient capter des signaux de convois voyageant à plus de 100 kilomètres de distance.
Pour une efficacité maximale, l'U-boot devait faire surface et arrêter tous ses moteurs pendant quelques minutes lors des écoutes des hydrophones, avec un avantage supplémentaire d'être passif.

## Historique
Il passe son temps d'entraînement initial à la 8. Unterseebootsflottille jusqu'au 30 novembre 1944, puis il rejoint son unité de combat dans la 11. Unterseebootsflottille.
Sa première patrouille est précédée d'un court passage de Kiel à Horten. Elle commence le 22 décembre 1944 au départ d'Horten pour les côtes britanniques. Le 15 janvier 1945 à 13 h 28, l'U-1172 attaque et touche d'une torpille l'arrière du porte-avions d'escorte HMS Thane, au sud de l'île d'Arran. L'explosion de la torpille fait dix morts parmi l'équipage. Le porte-avions est remorqué jusqu'à Greenock par le HMS Loring (en). Déclaré irréparable, il est démoli en 1946.
Une trentaine de minutes plus tard, l'U-1172 torpille à tribord arrière un tanker norvégien, au sud de l'île d'Arran. Quatre heures après l'attaque, le tanker endommagé est remorqué par le HMS Barfield et arrive le lendemain à Port Bannatyne. De nouveau remorqué jusqu'à Rothesay, il reprit le service après avoir été réparé.
Lescattaques du Spinanger et du HMS Thane, le même jour et dans la même zone, sont revendiquées par l'U-1172 ainsi que par l'U-482. Des informations ultérieures confirment qu'elles proviennent de l'U-1172.
Le 23 janvier 1945 à 16 h 45, l'U-1172 touche d'une torpille le tribord d'un navire marchand norvégien du convoi MH-1, au large d'Anglesey. Le navire coule en 15 minutes, 17 hommes abandonnent le navire dans une embarcation de sauvetage et les 8 hommes restant sont secourus. L'embarcation de sauvetage s'échoue sept heures plus tard à proximité du phare de Point Lynas, l'équipage ne déplore aucune victime.
L'U-1172 est coulé le 27 janvier 1945 à 19 h 55 dans le canal Saint-George, à la position 52° 24′ N, 5° 42′ O, par des charges de profondeur des frégates britanniques HMS Tyler (en), HMS Keats (en) et le sloop HMS Bligh (en). Le naufrage à lieu à seulement 30 nautiques du convoi HX-332.
Les 52 membres d'équipage meurent dans cette attaque.

## Affectations
- 8. Unterseebootsflottille du 20 avril 1944 au 30 novembre 1944 (Période de formation).
- 11. Unterseebootsflottille du 1er décembre 1944 au 27 janvier 1945 (Unité combattante).

## Commandement
- Oberleutnant zur See Jürgen Kuhlmann du 20 avril 1944 au 27 janvier 1945.

## Patrouilles
|       | Commandant            | Départ           | Départ | Arrivée          | Arrivée | Jours    | Succès   |
| ----- | --------------------- | ---------------- | ------ | ---------------- | ------- | -------- | -------- |
|       | Oblt. Jürgen Kuhlmann | 7 décembre 1944  | Kiel   | 10 décembre 1944 | Horten  | 4 jours  |          |
| 1     | Oblt. Jürgen Kuhlmann | 22 décembre 1944 | Horten | 27 janvier 1945  | Coulé   | 37 jours | 20 428   |
| Total | Total                 | Total            | Total  | Total            | Total   | 41 jours | 20 428 t |

Note : Oblt. = Oberleutnant zur See

## Navires coulés
L'U-1172 a coulé un navire marchand de 1 599 tonneaux, endommagé un navire marchand de 7 429 tonneaux et détruit un navire de guerre de 11 400 tonneaux au cours de l'unique patrouille (37 jours en mer) qu'il effectua.
| Date            | Nom       | Nationalité | Tonnage | Convoi | Fait         | Localisation        |
| --------------- | --------- | ----------- | ------- | ------ | ------------ | ------------------- |
| 15 janvier 1945 | HMS Thane | Royal Navy  | 11 400  | -      | Perte totale | 55° 08′ N, 5° 25′ O |
| 15 janvier 1945 | Spinanger | Norvège     | 7 429   | -      | Endommagé    | 55° 08′ N, 5° 25′ O |
| 23 janvier 1945 | Vigsnes   | Norvège     | 1 599   | MH-1   | Coulé        | 53° 33′ N, 4° 17′ O |